# 9481 Menchú
(9481) Menchu, denumire internațională (9481) Menchú, este un asteroid din centura principală de asteroizi.

## Descriere
9481 Menchú este un asteroid din centura principală de asteroizi. A fost descoperit pe 24 septembrie 1960 la Observatorul Palomar de Cornelis Johannes van Houten, Ingrid van Houten-Groeneveld și Tom Gehrels. Asteroidul prezintă o orbită caracterizată de o semiaxă mare de 2,29 ua, o excentricitate de 0,09 și o înclinație de 2,7° în raport cu ecliptica.